# 印第安鎮區 (密蘇里州派克縣)
印第安鎮區（英語：Indian Township）是位於美國密蘇里州派克縣的一個行政鎮區。

## 地方資料
印第安鎮區的面積為115.85平方千米，當中陸地面積為115.26平方千米，而水域面積為0.59平方千米。根據2020年美國人口普查的數據，當地共有人口771人，而人口密度為每平方千米6.66人。